# Đảng Độc lập (Lào)
Đảng Độc lập (tiếng Lào: ພັກເສຣີ, đã Latinh hoá: Phak Seri) là cựu đảng phái chính trị ở Lào trước năm 1975.

## Lịch sử
Đảng này được các thành viên Lào Issara thành lập vào năm 1945. Dưới sự lãnh đạo của Phoui Sananikone, đảng đã tham gia vào các chính phủ thời hậu chiến, với việc Phoui được bổ nhiệm làm Bộ trưởng Bộ Y tế, Giáo dục và Phúc lợi vào năm 1947, và giữ chức Thủ tướng vào năm 1950 và 1951. Đảng đã giành được 10 ghế trong cuộc bầu cử năm 1951, nhưng bị giảm xuống còn 7 ghế trong cuộc bầu cử năm 1955.
Trước cuộc bầu cử bổ sung năm 1958, đảng này từng đàm phán với Đảng Quốc gia Cấp tiến về một hiệp ước bầu cử nhằm chống lại Mặt trận Ái quốc Lào. Tuy nhiên, các đảng không thống nhất được danh sách chung và chia rẽ phiếu bầu, dẫn đến việc Mặt trận Ái quốc giành được nhiều ghế nhất. Cả hai bèn sáp nhập vào cuối năm để lập ra đảng mới mang tên Đại hội Nhân dân Lào.